# ヨーゼフ・フォン・フューリッヒ
ヨーゼフ・フォン・フューリッヒ（Joseph Ritter von Führich,,1800年2月9日 - 1876年3月13日）はボヘミア生まれの画家である。

## 略歴
現在のチェコ、リベレツ州のフラスタヴァ（Chrastava、ドイツ語名 Kratzau）で生まれた。父親の Wenzel Führichは画家で、父親から絵画を学んだ。19歳の時にプラハの展覧会に出展し、注目された。クラムギャラス公爵 (Christian Christoph Clam-Gallas)がパトロンとなり、1816年からプラハの美術アカデミーでヨーゼフ・ベルグラー(Joseph Bergler) に学んだ。
各地で装飾画を描き、ウィーンでも働いた後、1829年からローマに滞在し修行した。ローマでは、ナザレ派の画家、ヨハン・フリードリヒ・オーファーベックと知り合い、彼らとマッシモ公の邸の装飾画を描いた。ナザレ派の画家との交流によって、宗教をテーマとする絵画を主に描くことになった。
1831年にプラハに戻り、結婚した。1834年にウィーンに招かれ絵画館(Gräflich Lambergsche Gemäldegalerie)の責任者に任じられ、エドゥアルト・フォン・エンゲルトと共に1838年にヴェネツィアなどを訪れ、絵画館のための美術品を買い入れた。1838年にウィーン美術アカデミーが歴史画の教授職を設けると初代の教授に就任した、ウィーンで1848年の革命が起こると、ボヘミアに逃れた。1851年にウィーンに戻り、教授としての仕事を再開した。
フランツ・ヨーゼフ1世によって、1861年に爵位を得た。ウィーンのシュテファン大聖堂のステンド・グラスの仕事をした後、1872年に引退した。75歳の誕生日にウィーンの名誉市民の称号を得た。ウィーンで亡くなった。

## 作品

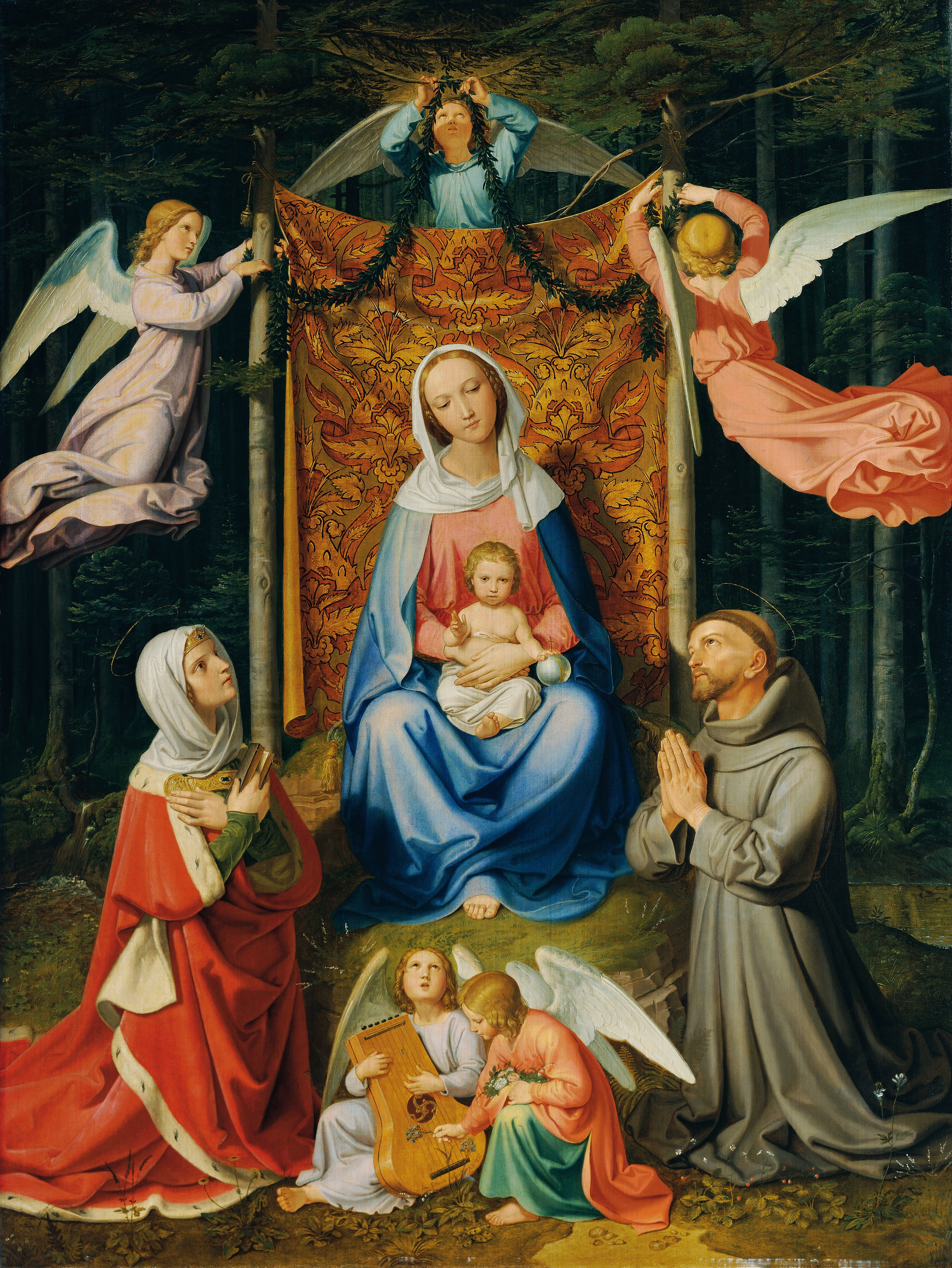
「聖母子と聖アーデルハイト、聖フランチェスコ」 (1835)、オーストリア・ギャラリー
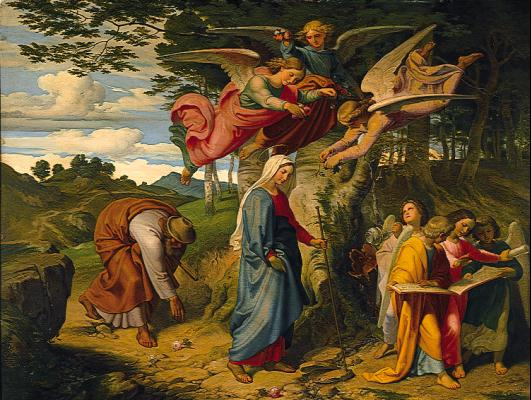
Der Gang Mariens über das Gebirge (1841)、オーストリア・ギャラリー
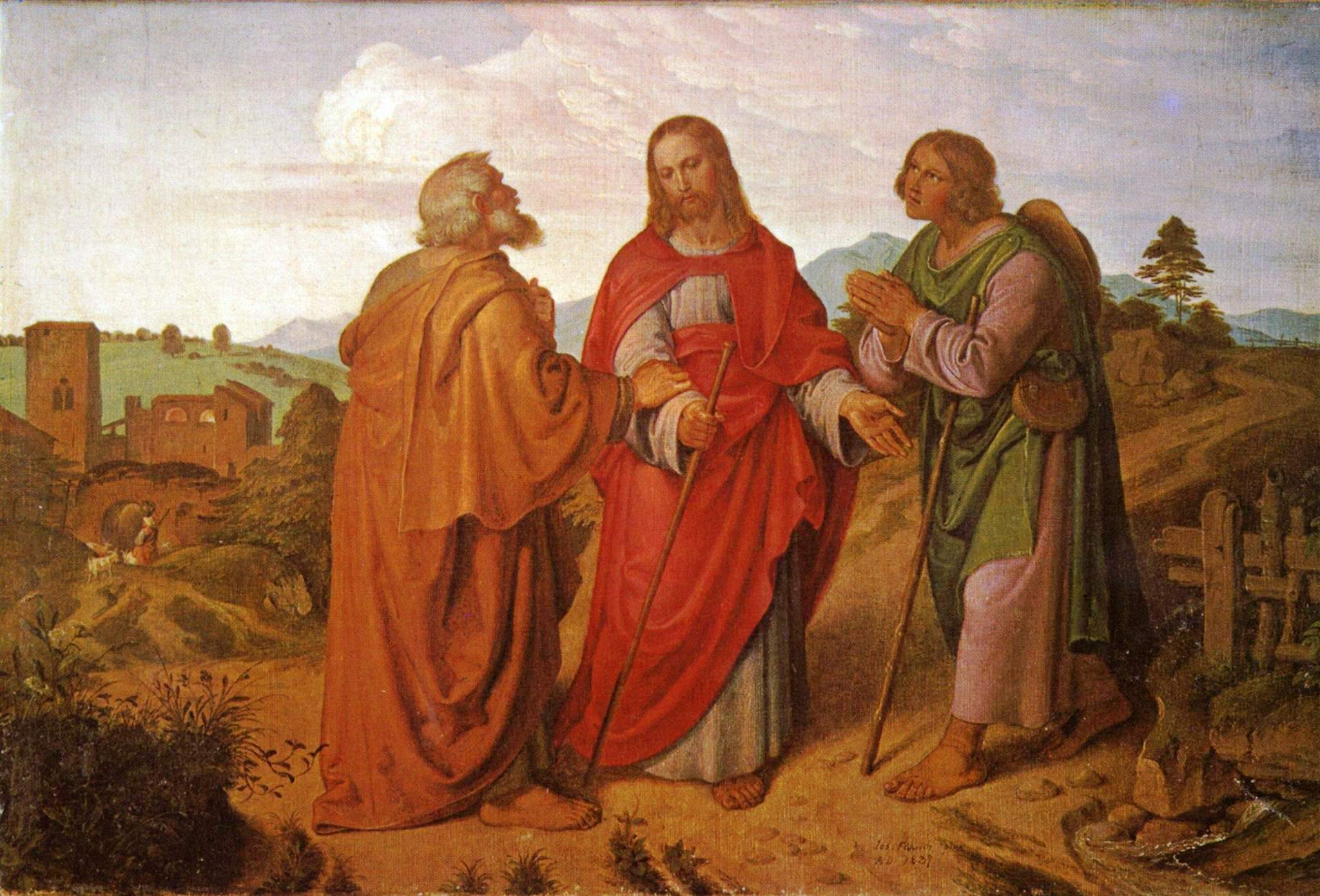
「エマオへの道に現れたキリスト」 (1837)、ブレーメン美術館
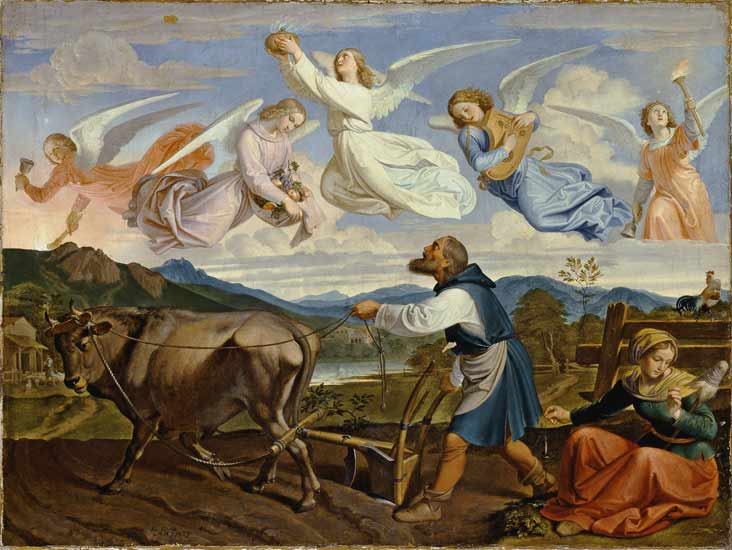
Der Traum des hl. Isido (1839)、マンハイム市立美術館
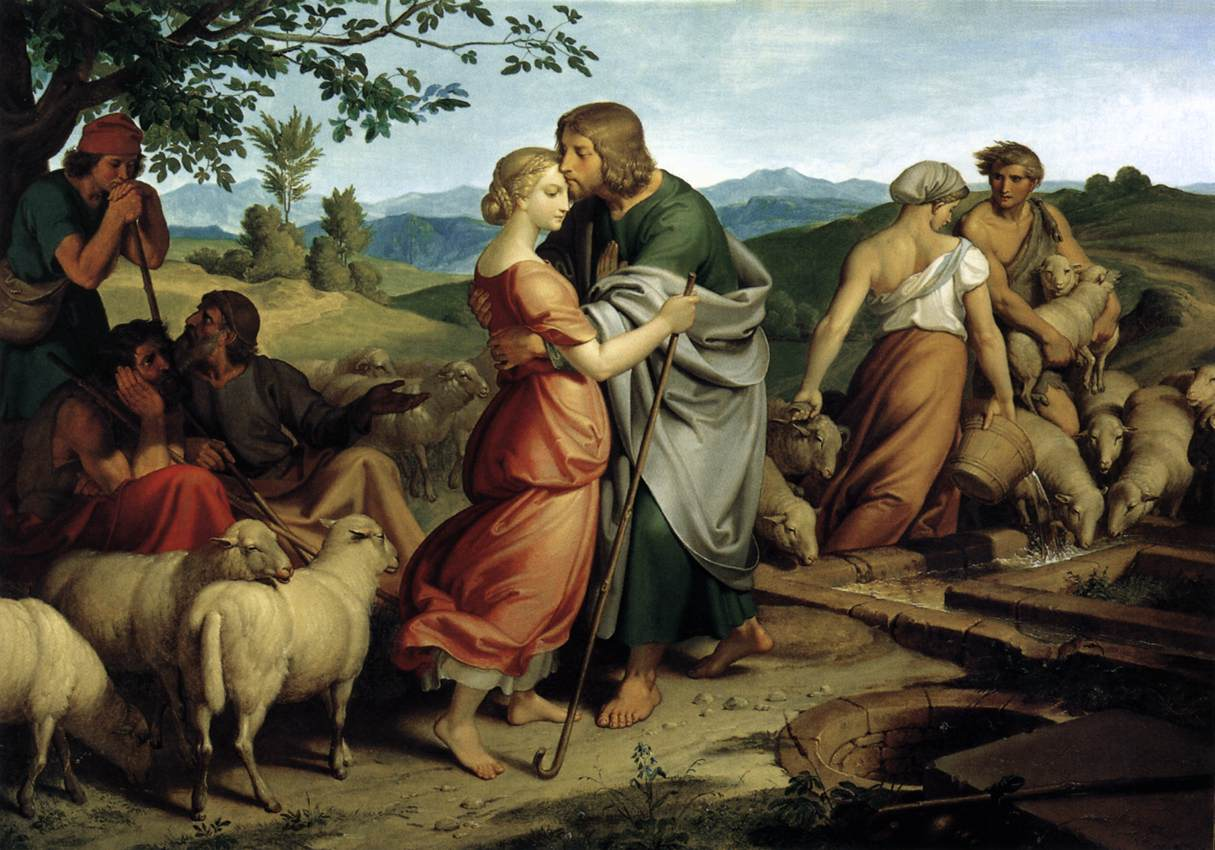
「ラケルとその父の羊の群れと出会うヤコブ」 (1836)、オーストリア・ギャラリー
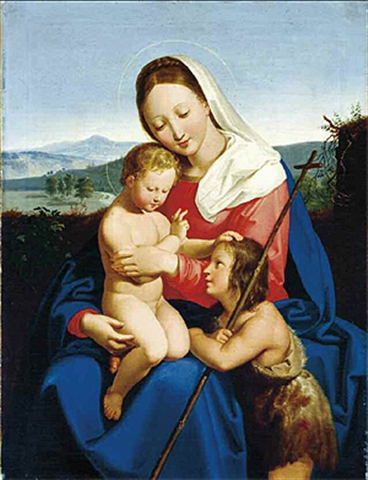
聖母子と聖ヨハネ (1826)